# Amar Ouzegane
Amar Ouzegane, né le 7 mars 1910 à Alger et mort le 5 mars 1981 à Alger, est un militant communiste puis nationaliste et homme politique algérien.

## Jeunesse
Amar Ouzegane est né en 1910 à Alger dans une famille pauvre venant d'Azazga dont le père est cuisinier. Il passe son enfance dans la Casbah, fréquente l'école française et l'école coranique. Il est  employé aux PTT à l'âge de 14 ans après que son père ait perdu son travail. Il intègre le monde du syndicalisme au sein de la Confédération générale du travail unitaire (CGTU) avant de rejoindre les Jeunesses communistes en 1930.

## Parti communiste français
Après être promu dirigeant de la région d'Alger pour le Parti communiste français (PCF). Il est licencié des PTT après avoir été délégué au VIIe congrès mondial du Komintern à Moscou en 1935. Il entre au comité central du PCF en  janvier 1936 lors du congrès de Villeurbanne.
Il fait partie des premiers dirigeants du Parti communiste algérien (PCA) à sa création et intègre son Bureau politique  la même année ; il devient permanent du parti.
En 1937, il est élu conseiller municipal d'Alger ; il en est exclu en 1939 après avoir refusé de condamner le pacte germano-soviétique. Entré en clandestinité à la suite de l'interdiction du PCA, il est arrêté et interné au camp de Djeniene Bourezg de 1940 à avril 1943.
En 1943, il devient le premier dirigeant du PCA puis il est élu député PCF d'Alger aux élections constituantes de 1945. Il obtient 82 285 des 235 829 suffrages exprimés, soit 34,9 % des voix et obtient ainsi l'un des quatre sièges à pourvoir dans le collège des musulmans non-citoyens. Il est élu Secrétaire de l'Assemblée. Ses interventions portent sur des demandes d'amnistie pour les prisonniers politiques, d'égalité des rémunérations et  des pensions. Il demande que la langue arabe soit une langue officielle à côté de la langue française en Algérie. Dans cette assemblée, il se prononce pour la formule d'« Union française », plus précisément d’« union librement consentie ». Il est battu aux élections constituantes de juin 1946 et aux  élections législatives françaises de novembre 1946.
Amar Ouzegane défend donc dans un premier temps la souveraineté française sur l'Algérie et se montre très critique envers les nationalistes algériens (Amis du manifeste et de la liberté - AML - de Ferhat Abbas et  Parti du peuple algérien - PPA - de Messali Hadj). Après l'évolution du PCA en 1946, qui prône l'intégration au mouvement national algérien, il est considéré comme responsable  des prises de positions antérieures du PCA et en est exclu le 30 décembre 1947. Les attendus de l'exclusion, parus dans le journal Liberté du 29 janvier 1948, sont rédigés ainsi : « il a été, de 1943 à juillet 1946, le principal responsable d’une politique qui a gêné considérablement le rassemblement de tous les mouvements nationaux progressistes d’Algérie contre le colonialisme ». Il affirmera plus tard avoir toujours été partisan de l'indépendance de l'Algérie,,.

## Guerre d'Algérie
Après s'être rapproché  l'Association des oulémas, du Mouvement national algérien (MNA), il entre au FLN en 1955 et devient un important conseiller politique de la zone autonome d'Alger. Il est parmi les leaders de l'Union générale des travailleurs algériens (UGTA) et conseiller au Comité de coordination et d'exécution (CCE).
Il participe à l'Appel pour une Trêve Civile initié par Albert Camus. Il participe en août 1956 à la rédaction de la plate-forme du  Congrès de la Soummam (qui critique forment le PCA) et à l'organisation de la grève générale de janvier 1957. Il est arrêté le 6 janvier 1958 à Kouba, où il s'était réfugié après le démantèlement de la zone autonome d'Alger et l'arrestation de Yacef Saâdi. Il est condamné à huit ans de prison par le Tribunal militaire d'Alger pour « association de malfaiteurs et atteinte à la Sûreté de l’État ». Transféré à la prison de Fresnes à la suite de l'aggravation de son diabète, il y restera jusqu'en avril 1962,,.
Dans son livre rédigé en prison et publié en 1962, le Meilleur Combat,, il tente de concilier socialisme et islam ; il y affirme qu’il était légitime de couper le nez des gens qui fumaient pendant le ramadan, parce que le respect du ramadan était une dimension du patriotisme.

## Après l'indépendance
À l'indépendance, il est membre du Comité central du Front de libération nationale (FLN) et est député de Médéa à l'Assemblée constituante de 1962-1964. Il est nommé ministre de l'Agriculture et de la Réforme agraire le 27 septembre 1962. Cette réforme agraire, « improvisée et désorganisée » se solde par un échec : « des centaines de tracteurs cassés et des sols mal exploités dont le rendement déçoit. ». Il est promu ministre d'État le 18 septembre 1963 puis ministre du Tourisme du 2 décembre 1964 au 19 juin 1965.
Il est mis à l'écart de l'appareil politique après le coup d'État de Houari Boumédiène en juin 1965. Il se retire un temps en Suisse et revient souvent se faire soigner en France. A la fin des années 1970, il bénéficie d'une villa à Hydra en reconnaissance de son parcours au sein de l'État. Il meurt à Alger en 1981,.

## Presse militante
Vendeur à la criée de L'Écho d'Alger dans sa jeunesse, il devient rédacteur en chef de l'hebdomadaire communiste Luttes sociales, puis il collabore au journal indépendantiste Jeune musulman, fondé par Ahmed Taleb Ibrahimi avant de devenir à l'indépendance, du 1er septembre 1964 au 21 août 1965, le directeur de Révolution africaine,.

## Famille
Omar Ouzegane se marie en 1945 et est père de trois enfants. Il est l'oncle de la militante Fettouma Ouzegane (mère de Ali Fawzi Rebaine) dont le père Saïd est arrêté et incarcéré en même temps que son frère Amar en 1940. Il est l'oncle de Malika Ouzegane, cofondatrice de la Ligue algérienne pour la défense des droits de l'homme.

## Décorations
- Ahid de l'ordre du Mérite national d'Algérie.